# Pilea quercifolia
Pilea quercifolia es una especie de planta del género Pilea, perteneciente a la familia Urticaceae.

## Taxonomía
Pilea quercifolia fue descrita por Ellsworth Paine Killip en 1935.

## Distribución
Se encuentra en el territorio de México hasta Honduras.